# Guitarra portuguesa
A guitarra portuguesa é um instrumento musical de cordas.

## História

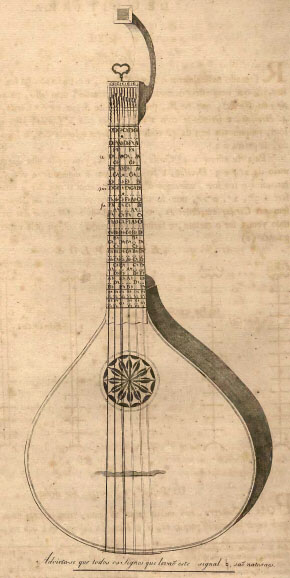
Guitarra Portuguesa numa ilustração de 1796

Assim como outros cistres europeus, ela representa tanto ao nível da afinação como ao nível da construção do seu interior e exterior um dos desenvolvimentos diretos do cistre europeu renascentista. Este instrumento esteve fortemente presente na música de corte de toda a Europa, mas especialmente na Itália, França e Inglaterra desde meados do século XVI até finais do século XVIII.
Deste instrumento existem ainda centenas de exemplares bem conservados espalhados em vários museus por toda a Europa. Os primeiros cistres com ligeiras alterações em dimensão da caixa de ressonância, braço, material das cordas, etc, divulgaram-se a partir do início do século XVIII como um instrumento também bastante usado pela Burguesia para interpretar música mais ao seu gosto (como suites, minuetos, modinhas, etc) e, em dado momento, nalgumas regiões também usado pelas camadas mais populares para interpretar música popular (das quais nos resta menos documentação).
O cistre terá, por sua vez, baseando-se no vasto legado iconográfico da Idade Média, como antepassado mais provável a cítola medieval, da qual existem várias imagens, esculturas e relatos em crônicas da época e um único exemplar num museu em Inglaterra, do século XIII.
O cistre inglês do século XVIII (em Portugal chamada Guitarra Inglesa), por vezes erroneamente considerada o antepassado da guitarra portuguesa, é também uma descendente do cistre renascentista, mas acrescentada de alterações substanciais, como uma afinação e uma construção interior completamente diferentes das típicas do cistre. Nao é pois um antepassado, mas sim parente próximo. O único elemento que a guitarra portuguesa provavelmente assimilou "por empréstimo" da guitarra inglesa, foi a mecânica de afinação, posteriormente alterada e aprimorada esteticamente em Portugal.
Nas suas origens remotas e mais incertas, esta família de instrumentos remonta provavelmente à cítara grega e aos primeiros instrumentos de corda com braço, dos quais os vestígios mais antigos foram encontrados na presente Turquia (não confundir com o alaúde, que é muito mais tardio e ao nível da construção e afinação, apesar das semelhanças na forma, pertence a outra genealogia de instrumentos).

## Afinação

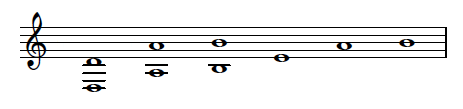
Afinação de Lisboa

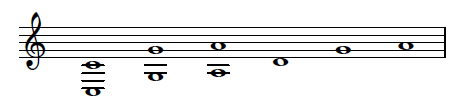
Afinação de Coimbra

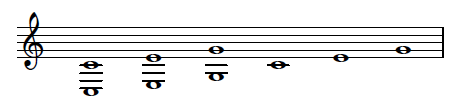
Afinação natural

A afinação de Lisboa é, atualmente a mais utilizada na guitarra portuguesa.
Inicialmente era chamada de afinação do fado ou afinação do fado corrido, tendo provavelmente sido desenvolvida no início do século XIX, sendo maioritariamente adotada pelos fadistas de Lisboa em meados desse século. 
Com a diminuição da utilização da afinação natural (ver abaixo) por parte dos guitarristas, esta afinação veio a ser chamada simplesmente de afinação de Lisboa, quando afinada aguda em Ré, ou afinação de Coimbra, quando afinada em Dó; 
isto decorre do facto de que, enquanto a maioria dos guitarristas de Lisboa afinava as suas guitarras em Ré, em Coimbra, os estudantes começaram a afinar habitualmente as suas em Dó, principalmente através da influência de Artur Paredes. 
É importante notar, no entanto, que, independentemente da diferença de tom entre as duas variações da afinação, na prática, 
esta última ainda faz uso das convenções da primeira, como tal, um Dó é chamado Ré, um Ré é chamado Mi, etc., pelos guitarristas. 
Assim, uma guitarra Portuguesa afinada com afinação de Coimbra fica a comportar-se como um instrumento transposto, semelhante a um trompete Si-bemol, em que uma nota é referida pelo nome da nota um tom acima do nome da nota que as convenções de tom usariam.
A afinação natural, herdada do guitarra inglesa do século XVIII, também foi utilizada com muita frequência até a primeira metade do século XX, sendo preferida à primeira por alguns músicos do final do século XIX; era frequentemente afinada em Mi em vez de Dó,
pois isso simplificava a mudança entre afinação do fado e a afinação natural para os guitarristas que usavam ambos.
Algumas variações dessa afinação também foram adotadas, como a afinação natural com 4ª, também conhecida como afinação da Mouraria, ou a afinação de João de Deus, também conhecida como afinação menor natural. 
A afinação natural e suas variações deixaram de ser utilizadas, na prática, há várias décadas.

## Guitarristas

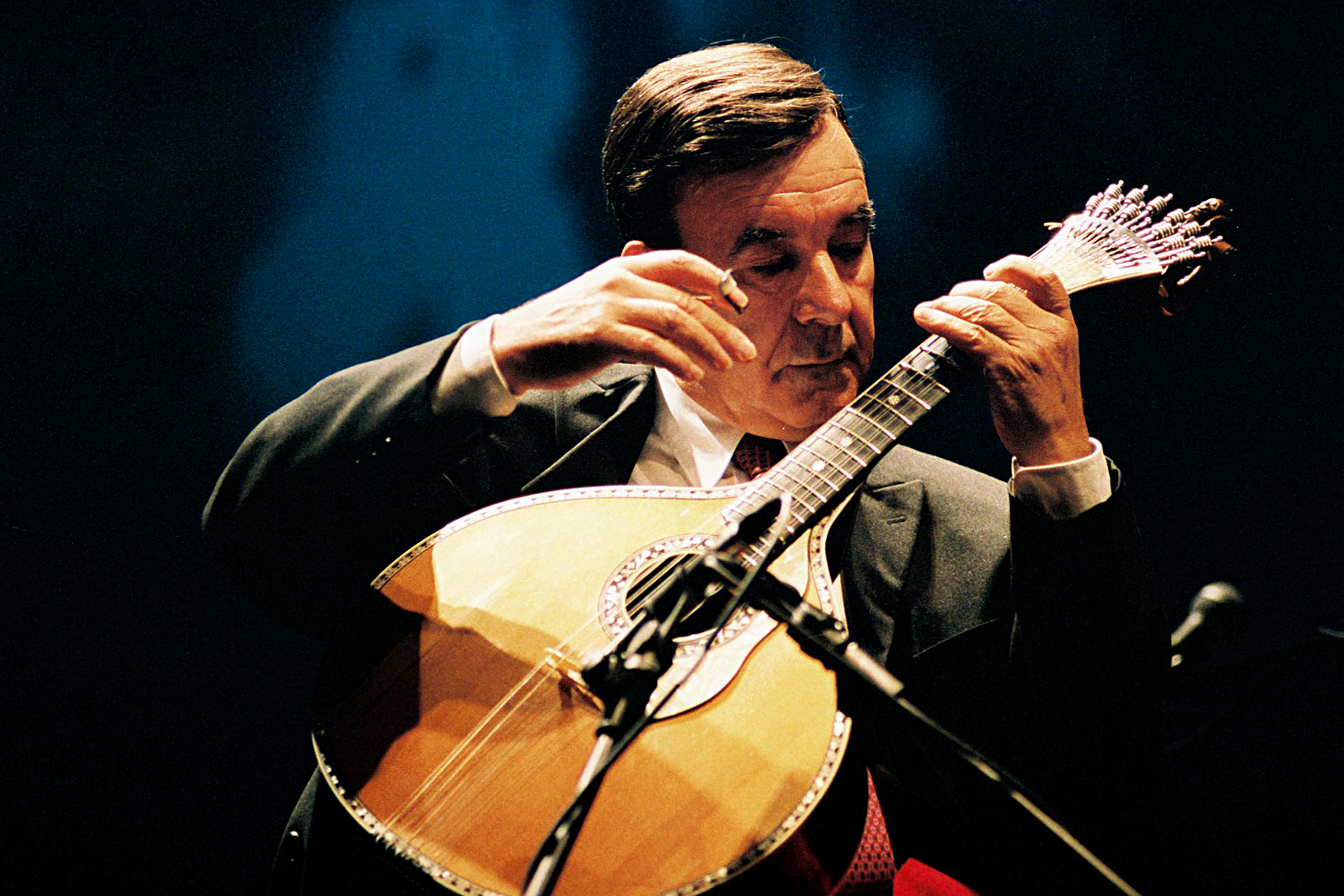
António Chainho e a sua guitarra portuguesa de Lisboa

Gonçalo Paredes e Flávio Rodrigues, entre outros, foram os compositores do século XX mais respeitados dentro do estilo solista tradicional. Posteriormente Artur Paredes surgiu com a sua abordagem e interpretação pessoal do instrumento, ampliando a versatilidade, o reportório, a expressividade, a técnica e até melhorando em colaboração com construtores a acústica do instrumento.
Trabalhando com a família de construtores Grácio, de Coimbra, Paredes trouxe o instrumento para a era moderna, onde ele se mantém hoje, como perfeitamente actual.
Carlos Paredes, filho de Artur Paredes e neto de Gonçalo Paredes, criou novas melodias e tornou a Guitarra Portuguesa num instrumento de concerto, tocando a solo ou em grupo com músicos de alto gabarito, como músicos de jazz como Charlie Haden, entre outros. Simultaneamente, em Coimbra, João Bagão, José Maria Amaral, JAntónio Brojo e António Portugal, Jorge Tuna, Octávio Sérgio, Eduardo e Ernesto de Melo, António Andias, Nuno Guimarães, Manuel Borralho e tantos outros desenvolveram tanto a Guitarra Portuguesa como a Canção de Coimbra, ultrapassando limitações anteriores, quer na composição quer na improvisação. Carlos Paredes fez pela composição o que seu pai fez pelo instrumento propriamente dito.
Será também de referir o papel fundamental de Pedro Caldeira Cabral na divulgação a nível internacional da Guitarra Portuguesa como instrumento solista e em Portugal a vários níveis, nomeadamente na compilação e publicação de "A Guitarra Portuguesa", editado pela Ediclube, e na composição, nos arranjos e interpretação de repertório erudito para a Guitarra Portuguesa.

### Lista de guitarristas

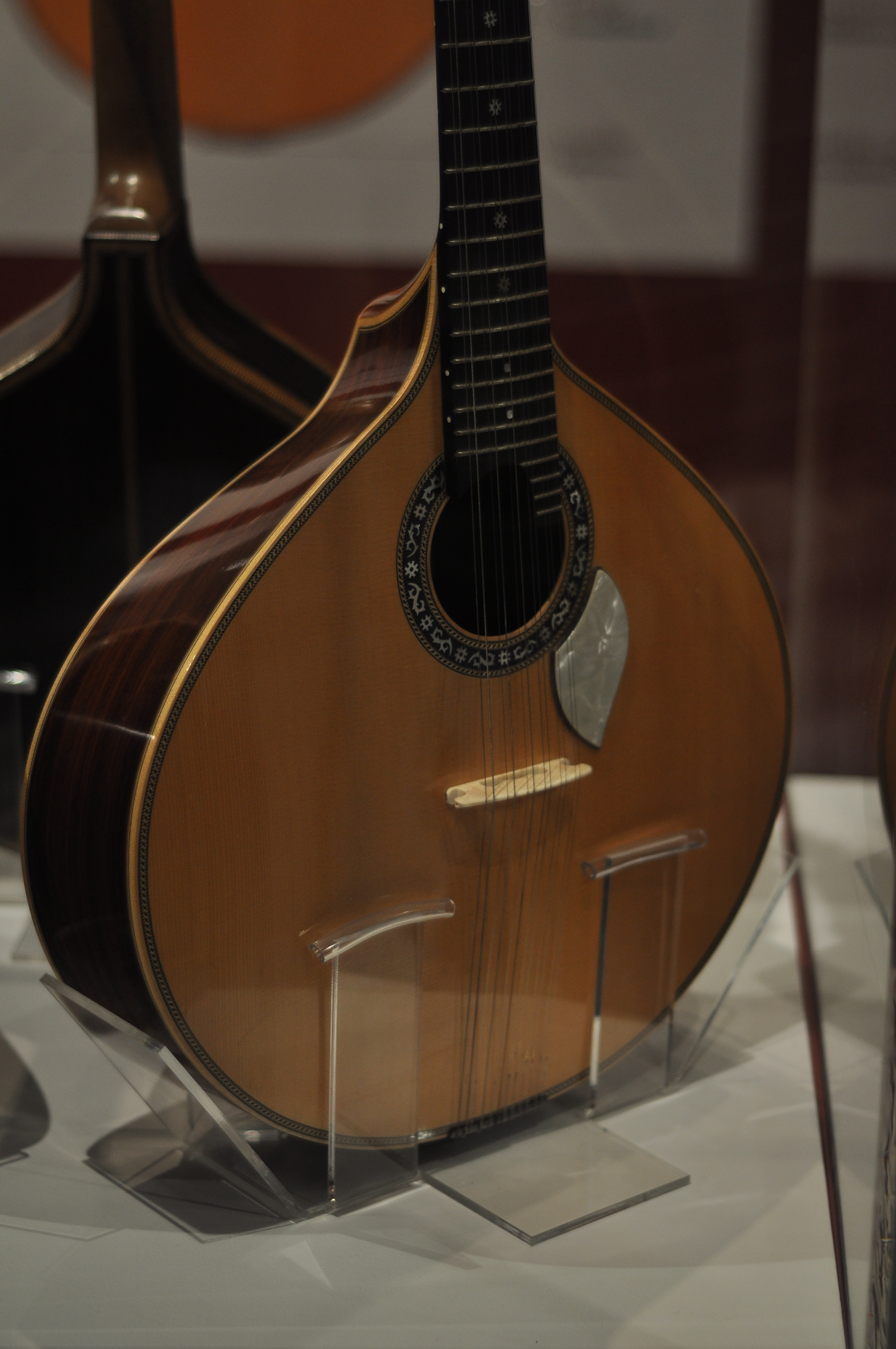

- Álvaro Martins
- Ângelo Freire
- António Chainho
- António Parreira
- Bernardo Couto
- Custódio Castelo
- Fontes Rocha
- Gentil Ribeiro
- Luís Guerreiro
- Ricardo Rocha
- Raul Nery
- Carlos Paredes
- José Manuel Neto